# William Mansel, 9. Baronet
Sir William Mansel, 9. Baronet (* 1. März 1739; † 3. Januar 1804) war ein britischer Adliger und Politiker.
William Mansel entstammte einer verarmten Nebenlinie der alten walisischen Familie Mansel. Er war der einzige Sohn von Sir Richard Mansel, 8. Baronet und dessen zweiter Frau Rebecca, einer Tochter von William Ware aus Farranalough im County Cork. Beim Tod seines Vaters im Februar 1749 erbte er den 1622 in der Baronetage of England geschaffenen Titel Baronet, of Muddlescombe in the County of Carmarthen, und das Herrenhaus Iscoed bei St Ishmael in Carmarthenshire. Ab 1772 ließ er, vermutlich nach Entwürfen von Anthony Keck, in Iscoed ein neues Herrenhaus errichten. 
Mansel war von 1781 bis 1782 Sheriff von Carmarthenshire. Als Unterstützer von William Pitt wurde er 1784 als Abgeordneter für Carmathenshire für das House of Commons gewählt, nachdem sowohl die Familien Rice von Newton House wie auch Vaughan von Golden Grove keinen Kandidaten stellen konnten. Er war jedoch wahrscheinlich nur wenig im Parlament anwesend und wurde, trotz seiner Bemühungen ab 1789, bei der Wahl von 1790 nicht wieder als Kandidat aufgestellt. Stattdessen wurde der nun volljährige George Rice gewählt.
Er heiratete am 26. August 1765 Mary Philipps, eine Tochter von John Philipps aus Coedgain. Das Ehepaar hatte elf Kinder, davon sieben Söhne und vier Töchter. Sein ältester Sohn William erbte den Baronet-Titel, sein zweiter Sohn Richard war von 1806 bis 1812 ebenfalls Mitglied des House of Commons. Das unvollendete Iscoed House wurde nach seinem Tod an General Thomas Picton verkauft.